# Repubblica (metrostation Milaan)
Repubblica is een metrostation in de Italiaanse stad Milaan dat werd geopend op 3 mei 1990 en wordt bediend door lijn 3 van de metro van Milaan alsmede door de ferrovie suburbane.

## Geschiedenis
In het metroplan van 1952 was Repubblica opgenomen als overstappunt tussen lijn 3 en lijn 4, de bouw van de noord-zuidlijn 3 ging in 1981 van start. In de jaren 70 van de twintigste eeuw raakte lijn 2, die de Milanese kopstations onderling verbindt, regelmatig overbelast door overstappende forensen. Daarom werd voorgesteld om, naar voorbeeld van de Duitse S-bahnen en de RER in Parijs, een tunnel, de Passante Ferroviario, te bouwen zodat de forensen zonder overstappen naar het centrum kunnen reizen. In 1984 begon tegelijk met het metrostation de bouw van de Passante bij Repubblica terwijl de eveneens oost-west lopende lijn 4, die het overstap probleem niet zou oplossen, op de lange baan werd geschoven. Toen de Passante in 2004 gereed was werd de route van lijn 4 geheel herzien en in 2005 werd een tracé langs de zuidrand van de binnenstad vastgelegd. De Passante volgt voor het grootste deel het traject van de in 1931 gesloten hoofdlijn. De metrodiensten vanaf Repubblica gingen op 3 mei 1990 van start, de Passante volgde op 21 december 1997 toen de pendeldienst tussen Porta Venezia en Bovisa Politecnico van start ging.  

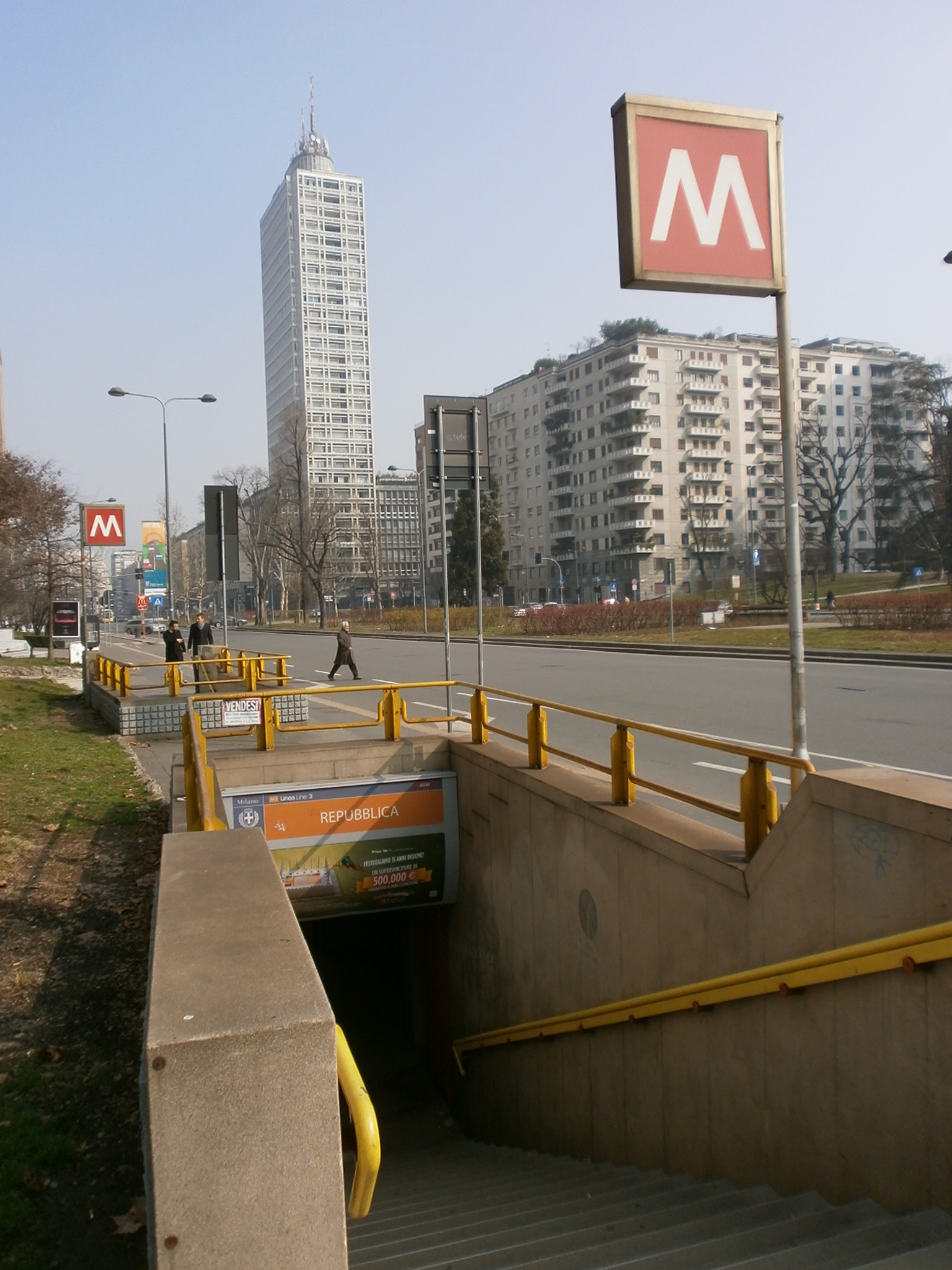
De zuidwestelijke toegang van het station
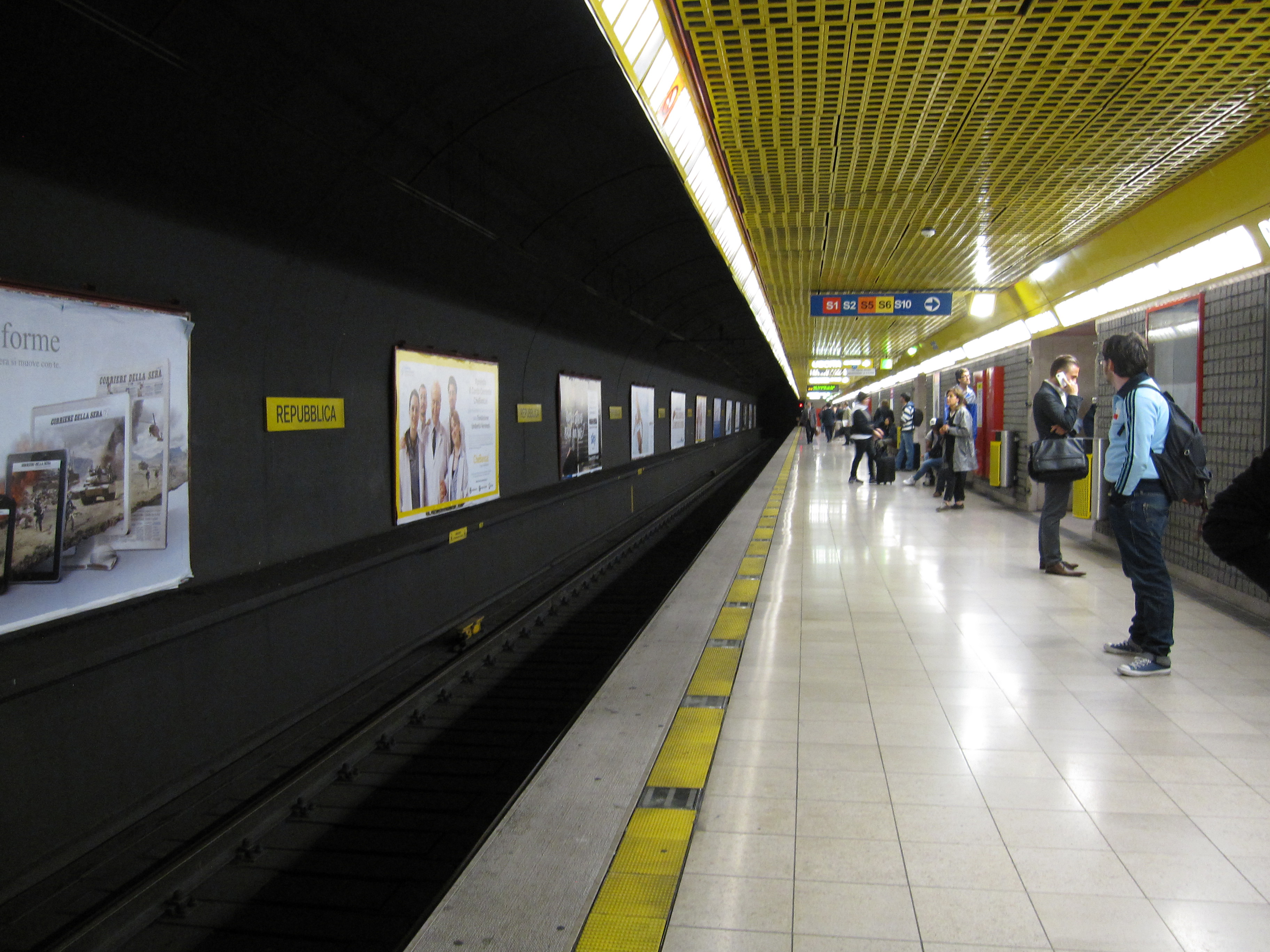
Een van de metroperrons
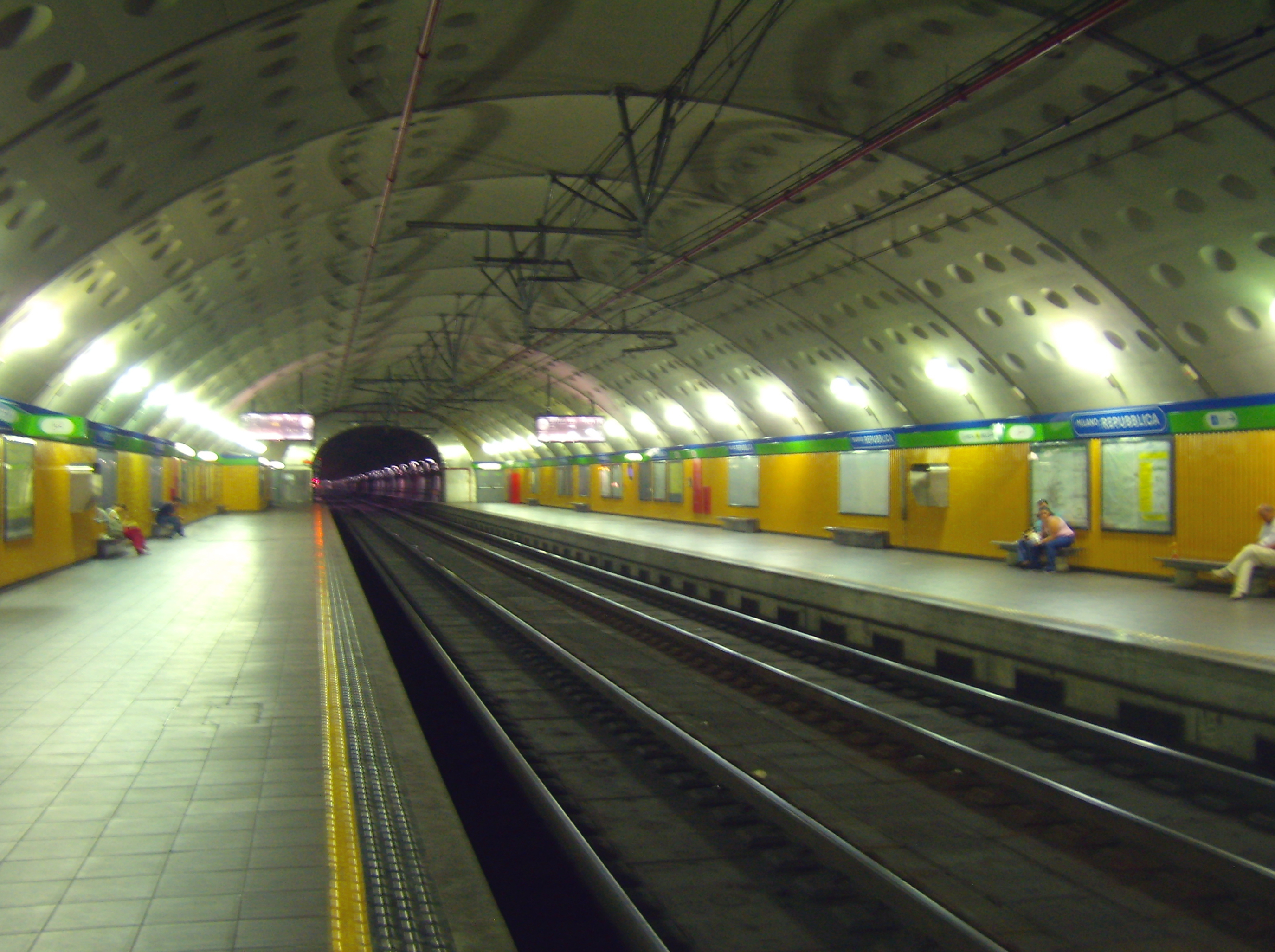
De sporen en perrons van de passante

## Ligging en inrichting
De metrosporen liggen langs de randen van de Piazza Repubblica op niveau -2. Door de ruimte tussen de metrotunnels was het mogelijk om de verdeelhal tussen de metrosporen te bouwen. Aan de zuidkant van de verdeelhal liggen de toegangspoortjes van de metro. Achter de poortjes is het geheel afgwerkt in de stijl van lijn 3 met zwarte blokken tegen de wanden en een geel raster als plafond. Reizigers voor de Passante in westelijke richting kunnen naast de metropoortjes door de poortjes van de suburbane het perron van de Passante bereiken, voor de andere richting staan deze poortjes naast de roltrappen aan de noordkant van de verdeelhal. Het gewelf met twee perrons van de Passante ligt haaks op de metrotunnels onder de Viale Tunesia en de Viale Ferdinando di Savoia, de plek waar tot 1931 het Milanese centraal station stond. Het gewelf is voorzien van kommen om het geluid van de treinen te dempen. De verdeelhal werd gebouwd met de open bouwput methode. Vanaf straatniveau komen de reizigers uit op een balkon met winkelruimtes op niveau -1 rond de verdeelhal. Het balkon is met roltrappen verbonden met de verdeelhal. Ten noorden van de verdeelhal ligt tussen de doorgaande metrosporen de dubbelsporige toerit van de verbindingstunnel naar Caiazzo. Ten zuiden van het station daalt het spoor voor de metro's naar het zuiden af onder het spoor naar het noorden en sluit daarmee aan op de dubbeldekstunnel onder de oude binnenstad. De aansluitende tunnels van de Passante zijn in beide richtingen dubbelsporig op niveau -3.